# Kustyń
Kustyń (ukr. Кустин) – wieś na Ukrainie w rejonie rówieńskim, obwodu rówieńskiego.
Znajduje się tu przystanek kolejowy Kustyń, położony na linii Równe – Baranowicze – Wilno.

## Zabytki
- Pałac w Kustyniu wybudowany według projektu Szymona Bogumiła Zuga[2] dla chorążego Jana Steckiego. Pod koniec XIX w. obiekt stał pusty, ponieważ właściciele za siedzibę wybrali sobie rezydencję w Iwańczycach[1].